# معركة شول البحرية
معركة شول البحرية هي معركة بحرية جرت بين المماليك بقيادة حسين الكردي والبرتغاليين بقيادة لورنزو دي ألميدا في سنة 1507 م.

## تمهيد
في نهاية القرن الخامس عشر وبدايات القرن السادس عشر استطاع البرتغاليين تكوين امبراطورية استعمارية من خلال احتلالهم لبعض المراكز التجارية على السواحل الافريقية.كانوا يريدون تجارة تحتاج إليها أوربا يحتكرونها مثل الاسبان الذين احتكروا الذهب.وجه البرتغاليون أنظارهم نحو الشرق حيث تجارة البهارات والتوابل الغالية والثمينة جدّا.قام فاسكو دي غاما بالالتفاف حول رأس الرجاء الصالح سنة 1497 م.وسرعان ما قام البرتغاليون بإرسال الحملات العسكرية إذ احتلوا «موسى بن بيك» المعروفة باسم الموزمبيق واحتلوا أيضا مسقط وهرمز والبحرين وكاليكوتا في الهند وفعلوا بأهلها الافاعيل.حيث يقول المؤرخ اليمني المعاصر لتلك الفترة بامخرمة: «وفي هذه السنة ظهرت مراكب الفرنج في البحر بطريق الهند وهرمز وتلك النواحي، وأخذوا نحو سبعة مراكب، وقتلوا أهلها وأسروا بعضهم». وقد حصل ذلك العدوان في أكتوبر/ تشرين الأول 1502م، ونفذه الأسطول البرتغالي بقيادة فاسكو دي غاما ضد عدد من السفن التي تخص العرب والمسلمين، ومن بينها سفينة تجارية كبيرة تابعة لسلطان مصر المملوكي، أسرها دي غاما مع حمولتها من البضائع والحجاج الذين كانوا في طريقهم نحو الحجاز.

## الإستعداد للمعركة
قويت شوكة الفرنج، وحصل منهم على المسلمين ضرر عظيم في ناحية الهند وهرمز، أهلكهم الله. في نفس الوقت كان سلطان مصر المملوكي قانصوه الغوري مدركا لخطر وجود الصليبيين في الخليج.لذلك قام بصناعة أسطول جديد (لان المماليك أهملوا صناعية الاساطيل البحرية لوقت طويل) وفي نوفمبر 1507م تسلم قيادة الاسطول حسين الكردي وكان مكونا من 6 فرقاطات عثمانية و 6 سفن حربية كبيرة.ولما وصل حسين إلى الهند قام سلطان قجرات بتقديم 40 سفينة حربية أخرى كتعزيزات.علم فرانسيسكو دي ألميدا حاكم المستعمرات البرتغالية في الشرق بقدوم الاسطول المملوكي لذلك أرسل ولده لورنزو لقتالهم.

## المعركة
في الليل وصل الاسطول البرتغالي إلى ميناء شول (هي حاليا في ولاية مهارشترا الهندي على بعد 60 كم جنوب بومباي).قام البرتغاليين بقصف الميناء والسفن الراسية فيه.واقتربت من الميناء للانزال.بيد أن حراس سور المدينة قاموا بإشعال النيران في أبراج السور لكي يراها الاسطول المملوكي المتأهب والجاهز.وسرعان ما قام المماليك بمحاصرة البرتغاليين في الميناء وبدأ بقصفهم.وفي نفس الوقت قامت السفن الصغيرة في الميناء بالاقتراب من السفن البرتغالية وقام رجالها بالصعود إلى سفن العدو بالحبال وقاتلوا طاقمها بالسيوف كأنها معركة برية.ولم تمض سوى ساعات حتى أبيد الاسطول البرتغالي وقتل القائد لورنزو وهربت سفينتان برتغاليتان باعجوبة من المعركة.وانتصر المسلمون انتصارا عظيما.

## ما بعد المعركة
لقد كان انتصار مبهرا تم للمسلمين ذلك الذي حدث في شول غير أنه لم يدم طويلا إذ سرعان ما جاء ألفونسو دي ألبوكريك واستطاع تدمير الاسطول المملوكي كليّا بسبب خيانة سلطان قجرات في معركة ديو البحرية سنة 1509م